# BMW M serija
BMW M je serija sportskih automobila njemačkog proizvođača automobila BMW. M je skraćenica od Motorsport.
Proizvodi iz M divizija osnovana 1972. godine, sa samo 8 zaposlenika, kojoj je cilj bio brinuti se za BMW-ov trkaći program koji je bio vrlo uspješan 1960-tih i 1970-tih godina a do 1988. godine broj zaposlenih je narastao na 400. Prvi projekt M divizije je bio BMW 3.0 CSL a prvi službeni M auto je bio BMW M1 predstavljen 1978. godine. Poslije su došli BMW M535i, modificirana serija 5 a s njom i novi pogled na tržište M odjela.

## M tipka
2005 BMW M5/BMW M6

M tipka je predstavljena 2004. godine u M5 modelu, u iDrive sustavu vozač namješta opcije poput odziva gasa, snage motora, brzinu mijenjanja brzina SMGIII mjenjača i još nekih stvari. Kada se opcije namjeste u iDrive sustavu pritiskom na M tipkom te opcije prenosite na automobil. Za primjer, M5 mijenja brzine sporo, ima 400 ks, i ovjes je mekan, pritiskom na tipku M motor ima 507 ks, mjenjač jako brzo mjenja brzine a ovjes je tvrd i daje više informacija vozaču

Ostali BMW M modeli

Kako V8 u M3 modelu nema razliku u snazi kao V10 (400 ili 507 ks) tipka M služi za odziv gasa, ovjesa, ESP-a i ostalih elektroničkih pomagala, u slučaju da je M3 nema ručni mjenjač već je opremljen M-DCT mjenjačem s dvije spojke tada M tipka poput u M5 modelu, služi za namještanje brzine mjenjača.

Isti princip vrijedi i za ostale M modele - X5M, X6 M i 1M coupe.
2011 BMW M5 i dvije M tipke

Novi BMW M5 ima dvije M tipke, M1 postavlja ovjes, motor i volan za sportski način vožnje, također isključuje elektronička pomagala. M2 tipka je suprotna, sve je postavljeno za svakodnevnu vožnju.

## M filozofija visokih okretaja
Sve BMW-ove automobile serije M predstavljene do 2008. godine pokretali su atmosferski motori koji su konstruirani za rad na visokim okretajima, u doba prve generacije M3 modela turbo tehnologija je još uvijek bila nedovoljno razvijena za uglađen rad, to se najviše odnosilo na turbo rupu. Zato je M divizija razvila motore koji rade na visokim okretajima i pri tome daju snagu i uglađen rad što pridonosi BMW-ovom sloganu zadovoljstvo u vožnji. 2004. godine je predstavljen BMW M5 s V10 motorom koji razvija 507 KS a crvena crta je na 8250 okretaja u minuti. 3 godine poslije posljednji atmosferski BMW M motor je predstavljen u M3 E92 modelu, V8 je razvijao 420 KS na 8300 okretaja a crvena crta bila je 100 okretaja više. S obzirom na razne ekološke norme, i općenito smanjenje potrošnje goriva i emisije štetnih plinova, BMW M odjel je bio prisiljen napustiti atmosferske motore, nakon visokih okretaja 2009. godine je predstavljen V8 motor s dva turba, razvija najveću snagu na 6000 okretaja u minuti što je daleko od ranije filozofije visokih okretaja, 2011. godine BMW 1M Coupe sa svojim rednim 6 motorom također s dva turba razvija najveću snagu na 5900 okretaja u minuti.

## Aktualni modeli
| Tip                    | Slika |
| BMW 1M Coupe (E82)     |       |
| BMW M3 Limuzina (E90)  |       |
| BMW M3 Coupé (E92)     |       |
| BMW M3 Cabriolet (E93) |       |
| BMW M3 GTS (E92)       |       |
| BMW M5 Limuzina (F10)  |       |
| BMW X5 M (E70)         |       |
| BMW X6 M (E71)         |       |

## Povijesni modeli
| Tip              | Slika |
| BMW M1 (E26)     |       |
| BMW 850CSi (E31) |       |
| BMW Z3 M (E34/4) |       |
| BMW Z4 M (E85)   |       |
| BMW M6 (E63)     |       |